# Edison (Nebraska)
Edison è un comune degli Stati Uniti d'America, situato nello Stato del Nebraska, nella Contea di Furnas.